# 薬膳
薬膳（やくぜん）とは、「中医学」を基本に不調のもとになる身体バランスの崩れをニュートラルに戻すための食薬同源に基づく飲食療法のことであり、またはこれに加えて、食材が持つ本来の医療効果を活かした料理のこと。

## 名称と定義
中国の薬膳：薬膳というもの自体は昔の中国で存在していたが、その呼称は中国の医学研究者「翁維健」が1982年で提唱された飲食療法であった。十年後の1992年で出版した『中国薬膳大辞典』は薬膳を中医薬学の理論に基づいて、「食物の性質と成分を応用し、一定の臓腑に作用し、気血を調和し、陰陽を平衡し、疾病の予防や健康延年を目的とする」という明確な定義を付けられた

。
日本の薬膳料理：日本では健康食として広まったが、生薬をそのまま料理の中に加え、これを無闇に薬膳を称する風潮が生じていた故、「薬膳料理」とも称されるようになった。因みに、「膳」という漢字も「料理」の意味に含まれるので、中国人が日本語の「薬膳料理」という言葉を見れば重言になっている。
もともとは中国伝統の食事療法である「食薬同源」を指すことだが、日本では漢方薬でもある生薬を料理に加えて、健康効果を謳う料理を指すこともできる。実は薬膳も薬膳料理も、単純に病気の治療のために作った食べ物であり、日本のメディアで宣伝された栄養補給・病気の予防・美容・元気の回復・食欲の満足・自然との調和・薬材の香りを楽しむなどの事が一切含まれない。

## 概要
生薬の原料や材料として用いられる海松子、金針菜、枸杞、紅花、山査子、銀耳、大棗、蜂花粉、百合、竜眼肉等を用いた料理のみならず自然界にあるもの全てを食物ととらえ、日本語の造語である医食同源のような考えの下に、個々人ごとに異なる体質や臓器に適した食物をどのように摂ることが効果的かを重視し、中医薬学における帰経（きけい）や、予防医学の見地から作られる料理。

### 起源
食・薬・医の数千年の歴史から見ると、まず食からの「食薬同源」「医食同源」の思想が生じ、次に中医薬学が発展した。『黄帝内経』「素問」臓気法時論篇第二十二において“五穀為養、五果為助、五畜為益、五菜為充、気味合而服之、以補益精気”という文があり、食の医療作用を明確に解説している。
- 五穀：麦、黍、稗、稲、豆；穀類は主な食材として五臓を養う。
- 五果：梨、杏、棗、桃、栗；果物は五臓の働きを助ける。
- 五畜：鶏、羊、牛、鴨、豚；肉類は五臓を補う。
- 五菜：葵、藿、薤、葱、韮；野菜により五臓を充実させる。

このように、多くの食材をバランスよく組合せることで身体の精気を補うことが出来ると解釈されてきた。さらに食材によってそれぞれ対応する臓腑に特定の効果があることも経験的に認められてきた。
五穀については、他にも
- 「周礼・天官・疾医」では、麻・黍・稗・麦・豆
- 「孟子・滕文公上」では、稲・黍・稗・麦・菽
- 「楚辞・大招」では、稲・稗・麦・豆・麻
- 「素問・臓気法時論」では、粳米・稗・麦・大豆・黄黍

などの記載がある。

### 生薬
中国では、中薬（ちゅうやく）という。薬膳に用いられることの多い食品の内、代表的なものを列記する。
- 海松子（かいしょうし）: 松の実
- 金針菜（きんしんさい）： ユリ科のホンカンゾウの花のつぼみ
- 銀耳（ぎんじ）: 白木耳（しろきくらげ）
- 枸杞子（くこし）: 一般にクコの実と呼ばれ、ナス科植物のクコまたはナカバクコの果実を干したもの。
- 紅花（こうか、べにばな）
- 山査子（さんざし）: バラ科のサンザシの実
- 大棗（たいそう）: クロウメモドキ科サネブトナツメの実
- 蜂花粉
- 百合（びゃくごう）: ユリの根
- 竜眼肉（りゅうがんにく）ムクロジ科リュウガンの仮種皮
- 甘草（かんぞう）： マメ科のカンゾウの根

また、これらの中薬は効能別に分類され、大別すると11種類に分けられる。
1. 解表類（かいひょうるい）
2. 清熱類
3. 祛湿類（きょしつるい）
4. 温裏類
5. 理気類
6. 理血類
7. 消食類
8. 化淡止咳平喘類（かたんしがいへいぜいるい）
9. 補益類
10. 収渋類（しゅうじゅうるい）
11. その他

上記よりもさらに細かく分類することが可能であり、下表には例として紫蘇について述べる。
例）解表類〜【辛温解表類】
| 名称         | 四気五味 | 帰経   | 効能                         | 応用                                                 |
| ------------ | -------- | ------ | ---------------------------- | ---------------------------------------------------- |
| 紫蘇（しそ） | 辛/温    | 肺, 脾 | 発表散寒, 行気寛中, 解魚蟹毒 | - 風寒かぜ, 咳 - 脾胃気滞, 胸弾, 嘔吐 - 魚, 蟹の中毒 |

### 概念
医食同源における五行の考えを取り入れた上で、食薬を「熱、温、涼、寒」に分ける。そして判断する者が摂取した際に体内が「熱、温」または「涼、寒」に感じた食物を分類する。どちらも属さない食薬を「平」という。これらは体質、疾病の寒熱性質と相対して定義され、四気（五気）という。
また、食薬の味覚において、「酸、苦、甘、辛、鹹」の五つにわけ、それぞれ以下の作用があるとする。
- 「酸（渋）」：収斂、固渋の作用
- 「苦」：瀉下、燥湿の作用
- 「甘」：補益、和中、緩急の作用
- 「辛」：発散、行気、活血、滋養の作用
- 「鹹」：軟堅、散結、瀉下の作用

上記の他に味のはっきりしない食品（食薬）もあり、これを「淡」という。
- 「淡」：滲泄、開竅、健脾の作用

以上を五味（六味）という。これらあわせて四気五味（五気六味）という。
医学的見地においてこれら五行の体感は自律神経によるもので、例えば冷え性は血管の収縮や弛緩を調整する働きの不調から起こるため、これらを改善する成分を含む食品を摂ることが薬膳の考え方になる。
熱温性食品（温性食品）一般に成長が遅く水分が少なく小さくて硬い食品と言われ、緑黄色野菜や血行を良くするビタミンEや、糖質の分解を助けるビタミンB1等が含まれる食品。
カボチャ、栗、クルミ、ニンニク、ニラ、葱、玉ネギ、ラッキョウ、山椒、胡椒、唐辛子、芥子、生姜、シソ、パセリ、人参、春菊、蕗、山菜、ウナギ、ナマコ、マグロ、鯛、蜂蜜、カキ、牛肉、羊肉、鶏肉、餅、味噌、酒（酵造酒）、ビール、酢
涼寒性食品（涼性食品）一般に成長が早く水分が多く大きく柔らかい食品と言われ、腎機能を高め利尿作用を助ける成分が含まれる食品。
茄子、トマト、胡瓜(キュウリ)、セロリ、牛蒡、ホウレン草、柿、キウイフルーツ、バナナ、枇杷、豚肉、レモン、ミカン、梨、林檎、西瓜(スイカ)、パイナップル、柚子、アスパラガス、チシャ、苦瓜、蕪、モヤシ、冬瓜、そば、緑豆、アサリ、シジミ、鮑、蛤、雲丹、蛸、蟹、牛乳、醤油、塩、味噌、豆腐、小麦、キンカン、夏ミカン、ポンカン、いよかん、イチゴ、ザボン、干し柿、メロン、マンゴー、サトウキビ、マクワウリ、空心菜、ナズナ、クワイ、たけのこ、ユリネ、蓮根、マッシュルーム、緑豆、小豆、おから、白身、ワカメ、テングサ、海苔、コンブ、ひじき、鰯、タニシ、蜂蜜、緑茶(日本茶)、ジャスミン茶、ウーロン茶、胡麻油、サフラン、アロエ、ハッカ、ドクダミ、粟、ツルムラサキ
平性食品レモン、大根、納豆、玄米、ジャガイモ、大豆、サンマ、里芋、鶏卵、葛、ハトムギ。キャベツ、トウモロコシ
昇降浮沈上記以外にも食薬の作用傾向がある。
- 「昇・浮」：上昇、発散の意味。「甘」「辛」の味、温熱性のもの、花、葉のような軽いものは「昇」「浮」の傾向がある。
- 「降・沈」：下降、泄利の意味。「酸（渋）」「苦」「鹹」の味、寒涼性のもの、茎、根、実、石、貝類のような重いものは、「降」「沈」の傾向がある。

帰経
食薬の作用と臓腑、経絡を結び付け、主な作用を定位するのが帰経である。食薬が人体の特定部分に作用し、また食薬の色、性味によって入る（効果のある）臓腑も異なるとされる。
五味でいうと、
- 「酸味」は「肝経」に入りやすいので適量な酸味は肝を養うことができる。
- 「苦味」は「心経」に入りやすいので、夏に心（しん; 心臓の意）の働きが活発な時に摂取し心の熱を取除くと良い。
- 「甘味」は「脾経」に入りやすい。したがって、適量な甘味は脾を養う。
- 「辛味」は「肺経」に入りやすい。適量な辛味は、肺の働きを助けて風邪の予防をすることができる。
- 「鹹味」は「腎経」に入りやすいので、適量な鹹味は腎を養う。

配伍
実際に薬あるいは食物を使用する時は、単体で使うことが少ない。最も多く使用するのは二品以上である。また、それらをお互いに配合する関係が七通りあり、このことを「配伍七情」という。
1. 単行：単味の食薬を使用する。
2. 相須：同じ効能を持つ食薬を一緒に使うと効果を増加させる。
3. 相使：一方を主とし、他方を輔とすることにより他薬が主薬の効果を増加させる。
4. 相畏：主になる食薬の毒性反応あるいは副作用を他の食薬によって削除または軽減させること。
5. 相殺：相畏の裏返しの関係。他の食薬の不良作用が主の食薬により削除、軽減されること。
6. 相反：二種類以上の食薬を合わせて使うことにより副作用が生じること。
7. 相悪：二種類以上の食薬を合わせて使うことにより作用が低減し、無効になること。

※相反と相悪の配伍は不勉強や誤解もあって日常的によく見かける。故に、誤って配伍することのないようできるだけ避けたほうがよい。

## 主な薬膳
- 十全大補の材料を煮込むスープ。薬膳スープと呼ばれ、排骨、鳥、なまず、羊などの肉をいれた各メニューがある。「十全○○」とメニューにかかれてあり、この○○部分に、中身の具が鳥なのか羊なのかを指し示す漢字が記述されている。